# Polypsecadium harmsianum
Polypsecadium harmsianum är en korsblommig växtart som först beskrevs av Reinhold Conrad Muschler, och fick sitt nu gällande namn av Otto Eugen Schulz. Polypsecadium harmsianum ingår i släktet Polypsecadium och familjen korsblommiga växter. Inga underarter finns listade i Catalogue of Life.